# 1994년 9월
| 1994년: 1월 · 2월 · 3월 · 4월 · 5월 · 6월 · 7월 · 8월 · 9월 · 10월 · 11월 · 12월 |

| <          | 1994년 9월 | 1994년 9월 | 1994년 9월 | 1994년 9월  | 1994년 9월 | >          |
| 일         | 월         | 화         | 수         | 목          | 금         | 토         |
|            |            |            |            | 1 7.26 경인 | 2 27 신묘  | 3 28 임진  |
| 4 29 계사  | 5 30 갑오  | 6 8.1 을미 | 7 2 병신   | 8 3 정유    | 9 4 무술   | 10 5 기해  |
| 11 6 경자  | 12 7 신축  | 13 8 임인  | 14 9 계묘  | 15 10 갑진  | 16 11 을사 | 17 12 병오 |
| 18 13 정미 | 19 14 무신 | 20 15 기유 | 21 16 경술 | 22 17 신해  | 23 18 임자 | 24 19 계축 |
| 25 20 갑인 | 26 21 을묘 | 27 22 병진 | 28 23 정사 | 29 24 무오  | 30 25 기미 |            |

| 편집하기 |

## 1994년9월 23일
- 제38차 국제원자력기구(IAEA) 연차총회에서 조선민주주의인민공화국에 대해 핵안전협정 전면이행을 촉구하는 결의안을 채택했다.

## 1994년9월 21일
- 연쇄살인 사건을 일으켰던 지존파가 경찰에 체포되다.

## 1994년9월 10일
- 참여연대가 발족했다.

## 1994년9월 4일
- 일본 간사이 국제공항이 개장하다.
- 태권도가 2000년 시드니 올림픽 정식 종목으로 채택되었다.